# Chwarzenko
Chwarzenko is een plaats in het Poolse district  Kościerski, woiwodschap Pommeren. De plaats maakt deel uit van de gemeente Stara Kiszewa en telt 263 inwoners.